# Rosen-familien
Rosenfamilien (Rosaceae) er en stor plantefamilie, som er udbredt i arktiske og tempererede egne over hele verden med ca. 100 slægter og mere end 3000 arter. Familien tilhører de ægte tokimbladede (Eudicotyledoneae) planter, og har som andre ægte tokimbladede typisk fem kronblade. Familiens medlemmer varierer meget udseendemæssigt (morfologisk). Et fællestræk hos mange arter i familien er forekomsten af talrige støvdragere.

## Forskellige frugttyper
Medens mange plantefamilier er karakteriseret ved at alle medlemmer har samme type af frugt, omfatter rosenfamilien fire forskellige typer af kødfulde saftige frugter, men tørre frugter findes også. De forskellige typer omfatter følgende variation:
- Stenfrugter. Eksempler er ferskner, blommer og kirsebær. Her udvikler den enkelte frugtknude sig efter befrugtning til en frugt med en kødfuld frøskal, som genetisk set er en del af moderplanten. Det inderste lag af frøskallen, endokarpen, bliver lignificeret og danner en hård skal, stenen, der omslutter et enkelt frø.
- Kernefrugter. Eksempler er æbler og pærer. Her er de fem frugtblade i frugtknuden smeltet sammen og udvikler sig til den centrale del af kernefrugten (kernehuset), som har fem rum. Kernerne er frø. Den kødfulde frugt er afledt af en sammensmeltning af den nederste del af bægerblade, kronblade og frugtblade (ethypanthium).
- Flerfoldsstenfrugt. Et eksempel er brombær. På den opsvulmede blomsterbund sidder talrige frugtblade, der hver udvikler sig til en enkelt lille saftig stenfrugt. Selvom blomsterbunden er opsvulmet er den ikke saftig og spises ikke (den svarer til den hvide "stilk" inde i brombærret).
- Flerfoldsskalfrugt. Et eksempel er jordbær. På den opsvulmede blomsterbund sidder der talrige frugtblade, der hver udvikler sig til en tør nødlignende skalfrugt (en såkaldt achen). Det er den opsvulmede blomsterbund, der er saftig og spises.
- Follikler. Et eksempel er spiræa. Frugtbladene er sammenvoksede ved basis, men ikke indbyrdes, og hvert enkelt frugtblad danner en tør enrummet bælgfrugt med to til flere frø.

## Systematik
Traditional taksonomi, der baserede sig på frugttyper og andre karakteristika, inddelte Rosenfamilien i fire underfamilier: Rosoideae (hertil henregnedes rose, jordbær og hindbær, for det meste arter med flerfoldsfrugter); Amygdaloideae (hertil henregnedes fersken, blomme og kirsebær, arter der danner stenfrugter); Maloideae (hertil henregnedes æble, pære og havtorn, for det meste arter med kernefrugter); og Spiraeaoideae (hertil henregnedes Spiraea og andre arter med follikler, tørre bælgfrugter.)
Den traditionelle opdeling i fire underfamilier er blevet opgivet, idet nyere forskning baseret på molekylær fylogeni har vist at hverken den traditionelle Rosoideae eller Spiraeaoideae er monofyletiske (dvs. har en fælles stamfader). I stedet har man indført en systematik, der bedre viser slægtskabsforholdene og som nu omfatter tre underfamilier:
- Rosoideae. Inkluderer slægterne mjødurt, brombær (Rubus) og rose samt tre slægtsgrupper (stammer).
- Dryadoideae. Inkluderer rypelyng (Dryas) og tre andre slægter, der kan indgå i symbiose med den kvælstoffikserende aktinobakterie Frankia (såkaldt aktinorhizale planter).
- Spiraeoideae. Inkluderer slægten Lyonothamnus samt syv stammer. Alle slægter, der tidligere var henregnet til Amygdaloideae og Maloideae er inkluderet i Spiraeoideae .

Der er dog betydelig usikkerhed med hensyn til placeringen af flere slægter, og først det igangværende arbejde med sammenligning af DNA-sekvenser kan afgøre disse forhold. De her viste grupper er de fortiden kendte slægtskabsgrupper (monofyletisk), men de mere præcise forbindelser mellem underfamilierne og særligt mellem stammerne i Spiraeoideae er ikke tilstrækkeligt kendt.

## Rosenfamiliens systematik
| Rosenfamiliens systematik \| - Underfamilie Rosoideae - Mjødurt (Filipendula) - Overstamme Rosodae - Rosenslægten (Rosa) - Jordbær (Fragaria) - Brombær (Rubus) - Stamme Sanguisorbeae - Understamme Agrimoniinae - Agermåne (Agrimonia) - Aremonia - Kosotræ (Hagenia) - Leucosidea - Spenceria - Understamme Sanguisorbinae - Tornnød (Acaena) - Cliffortia - Margyricarpus (inkl. Tetraglochin) - Polylepis - Kvæsurt (Sanguisorba) - Poteridium - Poterium (inkl. Bencomia, Marcetella, Dendriopoterium og Sarcopoterium) - Stamme Potentilleae - Potentil (Potentilla) (inkl. Argentina, Comarella, Duchesnea, Horkelia, Horkeliella, Ivesia, Purpusia og Stellariopsis) - Understamme Fragariinae - Løvefod (Alchemilla) (inkl. Dværgløvefod (Aphanes), Lachemilla og Zygalchemilla) - Chamaerhodos - Kragefod-slægten (Comarum) (inkl. Farinopsis) - Buskpotentil (Dasiphora) - Drymocallis - Potaninia - Trefingerurt (Sibbaldia) - Sibbaldianthe (inkl. Schistophyllidium) - Sibbaldiopsis - Stamme Colurieae - Fallugia - Nellikerod (Geum) (inkl. Acomastylis, Novosieversia, Oncostylus, Orthurus, Taihangia, Coluria og Waldsteinia) - Sieversia - Underfamilie Dryadoideae - Fjerhalebusk (Cercocarpus) - Chamaebatia - Rypelyng (Dryas) - Purshia (inkl. Cowania) - Underfamilie Spiraeoideae - Lyonothamnus - Stamme Amygdaleae (Stenfrugtplanter, førhen underfamilie Amygdaloideae) - Kirsebær (Prunus) (inkl. Armeniaca, Cerasus, Amygdalus, Padus, Laurocerasus, Pygeum og Maddenia) - Stamme Sorbarieae - Adenostoma - Chamaebatiaria - Tusindtop (Sorbaria) - Spiraeanthus - Stamme Spiraeeae - Fjerbusk (Aruncus) - Skumspiræa ( Holodiscus) - Kelseya - Luetkea - Petrophyton - Sibiræa (Sibiraea) - Spiræa (Spiraea) - Xerospiraea - Stamme Neillieae - Neillia (inkl. Stephandra) - Blærespiræa (Physocarpus) - Overstamme Kerriodae - Stamme Kerriae - Coleogyne - Kerria - Neviusia - Rhodotypos - Stamme Osmaronieae - Perlebusk (Exochorda) - Oemleria - Prinsepia (inkl. Plagiospermum) - Overstamme Pyrodae - Gillenia - Stamme Pyreae - Kageneckia - Lindleya - Vauquelinia - Understamme Pyrinae (Kernefrugtplanter, førhen Maloideae) - Bærmispel (Amelanchier) - Aria - Surbær (Aronia) - Japankvæde (Chaenomeles) - Chamaemeles - Chamaemespilus - Cormus - Dværgmispel (Cotoneaster) - Hvidtjørn (Crataegus) - Kvæde (Cydonia) - Dichotomanthes - Docynia - Docyniopsis - Japanmispel-slægten (Eriobotrya) - Eriolobus - Hesperomeles - Heteromeles - Æble (Malus) - Melacomenes - Mispel (Mespilus) - Osteomeles - Peraphyllum - Glansmispel (Photinia) - Pseudocydonia - Ildtorn (Pyracantha) - Pære (Pyrus) - Rhaphiolepis - Røn (Sorbus) - Vinterlue-slægten (Stranvaesia) - Torminalis \| |
| - Underfamilie Rosoideae - Mjødurt (Filipendula) - Overstamme Rosodae - Rosenslægten (Rosa) - Jordbær (Fragaria) - Brombær (Rubus) - Stamme Sanguisorbeae - Understamme Agrimoniinae - Agermåne (Agrimonia) - Aremonia - Kosotræ (Hagenia) - Leucosidea - Spenceria - Understamme Sanguisorbinae - Tornnød (Acaena) - Cliffortia - Margyricarpus (inkl. Tetraglochin) - Polylepis - Kvæsurt (Sanguisorba) - Poteridium - Poterium (inkl. Bencomia, Marcetella, Dendriopoterium og Sarcopoterium) - Stamme Potentilleae - Potentil (Potentilla) (inkl. Argentina, Comarella, Duchesnea, Horkelia, Horkeliella, Ivesia, Purpusia og Stellariopsis) - Understamme Fragariinae - Løvefod (Alchemilla) (inkl. Dværgløvefod (Aphanes), Lachemilla og Zygalchemilla) - Chamaerhodos - Kragefod-slægten (Comarum) (inkl. Farinopsis) - Buskpotentil (Dasiphora) - Drymocallis - Potaninia - Trefingerurt (Sibbaldia) - Sibbaldianthe (inkl. Schistophyllidium) - Sibbaldiopsis - Stamme Colurieae - Fallugia - Nellikerod (Geum) (inkl. Acomastylis, Novosieversia, Oncostylus, Orthurus, Taihangia, Coluria og Waldsteinia) - Sieversia - Underfamilie Dryadoideae - Fjerhalebusk (Cercocarpus) - Chamaebatia - Rypelyng (Dryas) - Purshia (inkl. Cowania) - Underfamilie Spiraeoideae - Lyonothamnus - Stamme Amygdaleae (Stenfrugtplanter, førhen underfamilie Amygdaloideae) - Kirsebær (Prunus) (inkl. Armeniaca, Cerasus, Amygdalus, Padus, Laurocerasus, Pygeum og Maddenia) - Stamme Sorbarieae - Adenostoma - Chamaebatiaria - Tusindtop (Sorbaria) - Spiraeanthus - Stamme Spiraeeae - Fjerbusk (Aruncus) - Skumspiræa ( Holodiscus) - Kelseya - Luetkea - Petrophyton - Sibiræa (Sibiraea) - Spiræa (Spiraea) - Xerospiraea - Stamme Neillieae - Neillia (inkl. Stephandra) - Blærespiræa (Physocarpus) - Overstamme Kerriodae - Stamme Kerriae - Coleogyne - Kerria - Neviusia - Rhodotypos - Stamme Osmaronieae - Perlebusk (Exochorda) - Oemleria - Prinsepia (inkl. Plagiospermum) - Overstamme Pyrodae - Gillenia - Stamme Pyreae - Kageneckia - Lindleya - Vauquelinia - Understamme Pyrinae (Kernefrugtplanter, førhen Maloideae) - Bærmispel (Amelanchier) - Aria - Surbær (Aronia) - Japankvæde (Chaenomeles) - Chamaemeles - Chamaemespilus - Cormus - Dværgmispel (Cotoneaster) - Hvidtjørn (Crataegus) - Kvæde (Cydonia) - Dichotomanthes - Docynia - Docyniopsis - Japanmispel-slægten (Eriobotrya) - Eriolobus - Hesperomeles - Heteromeles - Æble (Malus) - Melacomenes - Mispel (Mespilus) - Osteomeles - Peraphyllum - Glansmispel (Photinia) - Pseudocydonia - Ildtorn (Pyracantha) - Pære (Pyrus) - Rhaphiolepis - Røn (Sorbus) - Vinterlue-slægten (Stranvaesia) - Torminalis                                 |

## Efterfølgende revision af taksonomi
Undersøgelser fra 2018 viser et meget tæt slægtskabsforhold mellem rose, jordbær og brombær, som ser ud til at være udspaltet fra den oprindelige underfamilie (Rosoideae) inden for et kort tidsforløb.
Man er for nylig blevet klar over, at rønnearterne med hele blade (Sorbus) danner en monofyletisk gruppe, og at arten tarmvridrøn bør anbringes i sin egen slægt Aria.